# لیک پراویدنس (لوئیزیانا)
لیک پراویدنس (به انگلیسی: Lake Providence) شهری در ایالت لوئیزیانا کشور ایالات متحده آمریکا است که جمعیت آن در سرشماری سال ۲۰۱۰ میلادی، ۳٬۹۹۱ نفر بوده‌است.